# Ešus

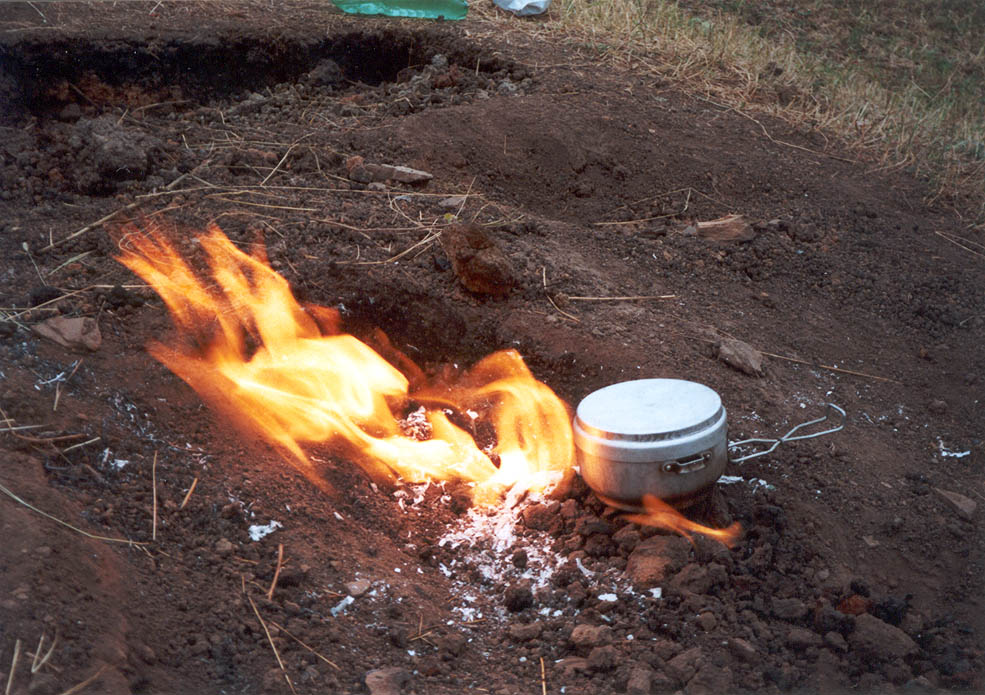
Použití ešusu na přírodním vývěru zemního plynu.

Ešus je původně slangové, později téměř neutrální označení pro kovovou jídelní misku nebo soupravu jídelních misek pro polní stravování, vzniklé zkomolením označení esšálek (z německého Essschale, jídelní miska). Původní použití je pro vojenské polní stravování, předpisový název v Československé lidové armádě zněl třídílné jídelní nádobí. Ešusy se nadále hojně používají při trampingu a turistice, na dětských táborech a k podobným účelům.
Typický ešus je trojdílná hliníková souprava složená ze dvou misek s držáky a z víčka. Jeho výhodou je relativní lehkost, nerozbitnost a snadná omyvatelnost. Vzhledem k podezřením na zdravotní rizika však hliníkové nádobí není zejména na akce pro děti doporučováno a hliníkové ešusy bývají mnohde nahrazovány buď nerezovými ešusy nebo miskami anebo ústupem od polní přípravy jídel a stravování.
Zatímco ešus je určen ke konzumaci potravy, podobný výrobek jídlonosič, obvykle také třídílný nebo čtyřdílný, je určen k přepravě pokrmů, které jsou potom konzumovány z běžného stolního nádobí.
První ešus byl vyroben v Československu v roce 1947. Do světa ho poslala česká tradiční firma ALB forming se sídlem v Telnici u Ústí nad Labem. Tato společnost specializuje svoji výrobu na kempingové outdoorové nádobí (ešusy, jídlonosiče, jídelní soupravy, atp.).

## Přenesený význam
Název nádobí byl s použitím slovní hříčky využit pro jedno ze slangových označení trojdílné hliníkové železniční elektrické jednotky 471/071/971.